# Microrchestris melanogaster
Microrchestris melanogaster är en spindelart som beskrevs av Lawrence 1962. Microrchestris melanogaster ingår i släktet Microrchestris och familjen jättekrabbspindlar.
Artens utbredningsområde är Namibia. Inga underarter finns listade i Catalogue of Life.